# Luhn-Algorithmus

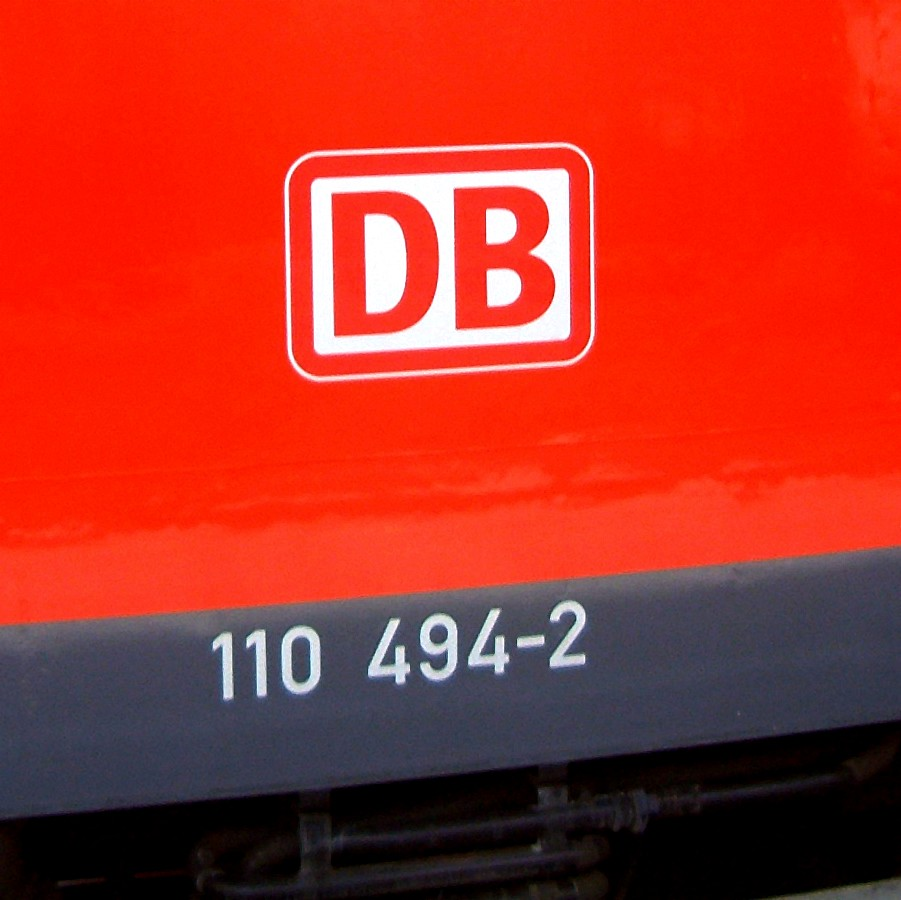
Loknummer mit Prüfziffer (2) nach dem Luhn-Algorithmus bei der Deutschen Bahn

Der Luhn-Algorithmus oder die Luhn-Formel, auch bekannt als „Modulo 10“- oder „mod 10“-Algorithmus und als Double-Add-Double-Methode ist eine einfache Methode zur Berechnung einer Prüfsumme. Er wurde in den 1950er-Jahren von dem deutsch-amerikanischen Informatiker Hans Peter Luhn entwickelt, zum Patent angemeldet und ist heute gemeinfrei und sehr weit verbreitet. Unter anderem dient der Luhn-Algorithmus der Verifizierung von Kreditkartennummern und kanadischen Sozialversicherungsnummern, ISINs und den siebenstelligen Kontonummern der Deutschen Bank und der Commerzbank sowie vieler Sparkassen. Er kommt auch bei den Nummern der Lokomotiven und Triebwagen nach dem Kennzeichnungsschema der UIC zum Einsatz, ebenso wie seit 1968 schon im Baureihenschema der Bundesbahn.
Der Luhn-Algorithmus erkennt jeden Fehler an einzelnen Ziffern, ebenso in den meisten Fällen Vertauschungen von benachbarten Ziffern.

## Informelle Erläuterung
Der Luhn-Algorithmus nutzt eine Prüfziffer, die in der Regel hinten an die unvollständige Identifikationsnummer angehängt ist. Auf diese Weise ergibt sich die vollständige Nummer. Diese wird als gültig angesehen, wenn sie den folgenden Prüf-Algorithmus besteht:
1. Durchlaufe die Nummer (mit der Prüfziffer) ziffernweise von rechts nach links und bilde die Summe der Ziffern, aber: Verdoppele dabei jede zweite Ziffer, und wenn dabei ein Wert größer als 9 herauskommt, subtrahiere 9
2. Wenn die Summe als letzte Ziffer eine 0 hat, erkenne die Nummer als gültig an und sonst nicht

Um beispielsweise die Nummer 18937 zu prüfen (Prüfziffer ist hier 7), werden die Ziffern von rechts nach links, also beginnend bei der 7, durchlaufen und aufsummiert. Jede zweite Ziffer wird dabei verdoppelt, also in diesem Beispiel die 3 und die 8. Da beim Verdoppeln der 8 ein Wert größer als 9 herauskommt, wird hiervon 9 subtrahiert, sodass sich 16 − 9 = 7 ergibt.
Somit wird die Summe berechnet als 7 + (2 × 3) + 9 + (2 × 8 − 9) + 1 = 7 + 6 + 9 + 7 + 1 = 30. Da die 30 auf 0 endet, ist die Nummer gültig.
Technisch gesehen wird eine gewichtete Quersumme der Zahl berechnet, mit der besonderen Behandlung jeder zweiten Stelle. Das Ergebnis wird modulo 10 reduziert; dies bedeutet, dass es nicht auf das Ergebnis selbst ankommt, sondern nur auf den Rest, der bei ganzzahliger Division durch 10 herauskommt. Dieser Rest ist gleich der letzten Stelle des Ergebnisses.
Ist dieser Rest gleich 0, was gleichbedeutend damit ist, dass das Ergebnis durch 10 teilbar ist, so wird die Nummer als gültig angesehen, ansonsten nicht.
Der Luhn-Algorithmus erkennt es, wenn bei der Eingabe einer Nummer versehentlich eine Ziffer falsch eingegeben wird. Damit verändert sich die Summe um einen Betrag zwischen 1 und 9 und ist damit nicht mehr durch 10 teilbar. Wenn in obigem Beispiel statt der 1 eine 4 eingegeben wird, so ist das Ergebnis 33 und damit nicht durch 10 teilbar. Wenn statt der 8 eine 6 eingegeben wird, ist das Ergebnis 26 und damit nicht durch 10 teilbar.
Eine einzelne falsche Zifferneingabe würde auch bei einer normalen Quersummenbildung erkannt – nicht dagegen einer der häufig vorkommenden „Zahlendreher“, also die Vertauschung zweier aufeinander folgenden Ziffern. Die normale Quersumme würde sich dadurch nicht ändern.
Der Luhn-Algorithmus erkennt einen solchen Zahlendreher dadurch, dass nunmehr eine andere Ziffer als vorher verdoppelt wird und sich die Quersumme ändert. Beispielsweise ist die Zahl 190 gültig (Luhn-Prüfsumme 10), 910 jedoch nicht (Luhn-Prüfsumme 11), d. h. der Zahlendreher 19 zu 91 wird erkannt. Ausgenommen sind lediglich Zahlendreher der Ziffern 0 und 9, da ihre Quersummen mit und ohne Verdopplung jeweils gleich sind. So sind beispielsweise 190 und 109 beide gültig (Luhn-Prüfsumme  10), d. h. der Zahlendreher 90 zu 09 wird nicht erkannt.
Nicht erkannt werden Vertauschungen von Ziffern, deren Positionen sich um einen geraden Betrag unterscheiden – wenn also beispielsweise die 3. und die 5. Ziffer oder die 2. und 6. Ziffer vertauscht werden. Ebenso wird möglicherweise nicht erkannt, wenn zwei oder mehr Ziffern falsch eingegeben werden.

## Beispielimplementierungen
Bei den folgenden Implementierungen des Algorithmus wird die Nummer als Zeichenfolge, also als String number an die Funktion checkLuhn übergeben. In einigen dieser Beispiele wird dieser String von links nach rechts durchlaufen – also umgekehrt als in der Definition des Algorithmus. Indem aber zu Anfang ermittelt wird, ob die Länge des Strings gerade oder ungerade ist, gelingt es trotzdem, die Ziffern an den richtigen Positionen zu verdoppeln.

### Pseudo-Code
```
function
 checkLuhn(
string
 number)
{
    
int
 sum := 0
    
int
 lng := length(number)
    
int
 parity := lng modulo 2
    
for
 i 
from
 0 
to
 lng - 1
    {
        
int
 digit := toInteger(number[i])
        
if
 i modulo 2 = parity
        {
            digit := digit × 2
            
if
 digit > 9
                digit := digit - 9
        }
        sum := sum + digit
    }
    
return
 (sum modulo 10) = 0
}
```

### Java
```
public
 
static
 
boolean
 
check
(
int
[]
 
digits
)
 
{

    
int
 
sum
 
=
 
0
;

    
int
 
length
 
=
 
digits
.
length
;

    
for
 
(
int
 
i
 
=
 
0
;
 
i
 
<
 
length
;
 
i
++
)
 
{

        
// get digits in reverse order

        
int
 
digit
 
=
 
digits
[
length
 
-
 
i
 
-
 
1
]
;

        
// every 2nd number multiply with 2

        
if
 
(
i
 
%
 
2
 
==
 
1
)
 
{

            
digit
 
*=
 
2
;

        
}

        
sum
 
+=
 
digit
 
>
 
9
 
?
 
digit
 
-
 
9
 
:
 
digit
;

    
}

    
return
 
sum
 
%
 
10
 
==
 
0
;

}

```

### JavaScript
```
function
 
check
(
code
)

{

    
if
 
(
Number
.
isNaN
(
code
))
 
return
 
''
;

    
var
 
len
 
=
 
code
.
length
;

    
var
 
parity
 
=
 
len
 
%
 
2
;

    
var
 
sum
 
=
 
0
;

    
for
 
(
var
 
i
 
=
 
len
-
1
;
 
i
 
>=
 
0
;
 
i
--
)

	
{

        
var
 
d
 
=
 
parseInt
(
code
.
charAt
(
i
));

        
if
 
(
i
 
%
 
2
 
==
 
parity
)
 
{
 
d
 
*=
 
2
 
}

        
if
 
(
d
 
>
 
9
)
 
{
 
d
 
-=
 
9
 
}

        
sum
 
+=
 
d
;

    
}

    
return
 
(
sum
 
%
 
10
).
toString
();

}

```

### Python
```
def
 
checkLuhn
(
number
):

    
sum
 
=
 
0

    
parity
 
=
 
len
(
number
)
 
%
 
2

    
for
 
i
,
 
digit
 
in
 
enumerate
(
int
(
x
)
 
for
 
x
 
in
 
number
):

        
if
 
i
 
%
 
2
 
==
 
parity
:

            
digit
 
*=
 
2

            
if
 
digit
 
>
 
9
:

                
digit
 
-=
 
9

        
sum
 
+=
 
digit

    
return
 
sum
 
%
 
10
 
==
 
0

```

Oder:
```
def
 
checkLuhn
(
number
):

    
digits
 
=
 
list
(
map
(
int
,
 
number
))

    
return
 
0
 
==
 
sum
(
digits
 
+
 
[
 
d
 
+
 
(
d
 
>
 
4
)
 
for
 
d
 
in
 
digits
[
-
2
::
-
2
]
 
])
 
%
 
10

```

### VB / VBA
```
Public
 
Function
 
checkLuhn
(
number
 
As
 
String
)
 
As
 
Long

    
Dim
 
StringLength
 
As
 
Long
,
 
parity
 
As
 
Long
,
 
sum
 
As
 
Long
,
 
i
 
As
 
Long
,
 
digit
 
As
 
Long

    
StringLength
 
=
 
Len
(
number
)

    
parity
 
=
 
StringLength
 
Mod
 
2

    
sum
 
=
 
0

    
For
 
i
 
=
 
StringLength
 
To
 
1
 
Step
 
-
1

        
digit
 
=
 
CLng
(
Mid
(
number
,
 
i
,
 
1
))

        
If
 
(
i
 
Mod
 
2
)
 
<>
 
parity
 
Then

            
digit
 
=
 
digit
 
*
 
2

            
If
 
digit
 
>
 
9
 
Then

                
digit
 
=
 
digit
 
-
 
9

            
End
 
If

        
End
 
If

        
sum
 
=
 
sum
 
+
 
digit

    
Next
 
i

    
checkLuhn
 
=
 
sum
 
Mod
 
10

End
 
Function

```

### TSQL
```
CREATE
 
FUNCTION
 
FN_CheckLuhn
(

  
@
Input
 
NVARCHAR
(
MAX
)

)

  
RETURNS
 
BIT

BEGIN

  
DECLARE
 
@
CurrentDigit
 
INT
;

  
DECLARE
 
@
Cnt
 
INT
 
=
 
0
;

  
DECLARE
 
@
Checksum
 
BIGINT
 
=
 
0
;

  
-- check if input is numeric, else return null

  
IF
 
ISNUMERIC
(
@
Input
)
 
=
 
0

    
RETURN
 
NULL

  
WHILE
 
@
Cnt
 
<
 
LEN
(
@
Input
)

    
BEGIN

      
-- get next rightmost digit

      
SET
 
@
CurrentDigit
 
=
 
CAST
(
SUBSTRING
(
@
Input
,
 
LEN
(
@
Input
)
 
-
 
@
Cnt
,
 
1
)
 
AS
 
INT
);

      
-- "add double" every second digit

      
SET
 
@
CurrentDigit
 
=
 
@
CurrentDigit
 
+
 
@
CurrentDigit
 
*
 
(
@
Cnt
 
%
 
2
);

      
IF
 
@
CurrentDigit
 
>
 
9

        
SET
 
@
CurrentDigit
 
=
 
@
CurrentDigit
 
-
 
9
;

      
SET
 
@
Checksum
 
=
 
@
Checksum
 
+
 
@
CurrentDigit
;

      
SET
 
@
Cnt
 
=
 
@
Cnt
 
+
 
1
;

    
END

  
RETURN
 
IIF
(
@
Checksum
 
%
 
10
 
=
 
0
,
 
1
,
 
0
);

END

GO

```

## Beispiel
Gegeben sei die Beispielidentifikationsnummer 446-667-651.
| Ziffer       | Verdoppelt   | Reduziert    | Summe der Ziffern |
| ------------ | ------------ | ------------ | ----------------- |
| 1            |              | 1            | 1                 |
| 5            | 10           | 10 − 9       | 1                 |
| 6            |              | 6            | 6                 |
| 7            | 14           | 14 − 9       | 5                 |
| 6            |              | 6            | 6                 |
| 6            | 12           | 12 − 9       | 3                 |
| 6            |              | 6            | 6                 |
| 4            | 8            | 8            | 8                 |
| 4            |              | 4            | 4                 |
| Gesamtsumme: | Gesamtsumme: | Gesamtsumme: | 40                |

Die Summe 40 wird ganzzahlig durch 10 dividiert; der Rest ist 0 – also ist die Nummer gültig.

## Anwendung bei der Girocard (ehemals EC-Karte)
Bei der Girocard unterscheidet sich die Berechnung der Nummer geringfügig. Es wird nämlich jede zweite Ziffer, ausgehend von der ganz rechten (statt der zweiten von rechts) verdoppelt.